# San Isidro (Davao del Norte)
San Isidro è una municipalità di quinta classe delle Filippine, situata nella Provincia di Davao del Norte, nella Regione del Davao.
La municipalità è stata creata con il Republic Act N. 9265, ratificato il 26 giugno 2004, staccando 6 baranggay da Asuncion e 7 da Kapalong.
San Isidro è formata da 13 baranggay:
- Dacudao
- Datu Balong
- Igangon
- Kipalili
- Libuton
- Linao
- Mamangan
- Monte Dujali
- Pinamuno
- Sabangan
- San Miguel
- Santo Niño
- Sawata